# Rasp (værktøj)
 For alternative betydninger, se Rasp. (Se også artikler, som begynder med Rasp)
En Rasp er i princippet en grov fil, hvor hugningen består af spredte trekanter, der gør den velegnet til træ, idet træslib ikke så let sætter sig fast her.
Raspe findes i mange udførelser og størrelser, akkurat som filene; fås almindeligvis i længder fra 15 til 45 cm med fin eller grov hugning. Salaman (1989) omtaler bl.a. følgende:
- Kabinetrasp, flad eller halvrund, 4-16 tommer lang, og i forhold til hvad han kalder trærasp ("wood-rasp") med tyndere blad, fladere kurve og finere hugning.
- "Kolbemagerrasp" (gunstocker's rasp), der er flad eller halvrund og med noget grovere hugning end en kabinetrasp.
- "Læstmagerrasp" (lastmaker's rasp), der er i kraftigere udførelse, 14-18 tommer lang og anvendes ved udformning af sko- og støvlelæster.
- Rund rasp, eller rottehalerasp, 4-24 tommer lang med O-formet tværsnit, bruges eksempelvis til at forstørre huller med.
- "Sadelmagerrasp", som har svagt ovalt tværsnit, bruges til udformning af træsadler.
- Trærasp, med fladt, kvadratisk eller halvrundt tværsnit, 4-24 tommer lang og i kraftigere udførelse end kabinetraspen.
- Brødrasp, eller bagerrasp, er eikke et træsmedeværktøj, men bruges til at skrabe den svedne skorpe af brød med. Brødraspen har en flad riflet plade og måler 5 x 15 cm med et træhåndtag parallelt med pladen. Den forveksles ofte med værktøj til træbearbejdning, siger han, og måske er det den, der inspirerede opfinderen af surform-raspen i midten af 1950'erne.
- "Tohåndsrasp", en cirka 120 cm lang rasp med panserhugning (bueformede, fræsede tænder) og håndtag i begge ender, enten af træ eller jern. Sådanne raspe skulle være brugt af karetmagere til hjulaksler.

Salaman har ofte sine udtryk fra gamle kataloger, foruden at han gennem et halvt århundrede besøgte værksteder overalt i Europa og USA.
Foruden de ovenfor nævnte typer af raspe, hvoraf nogle nærmest er kuriosa, bruges der her i landet billedhuggerrasp, filrasp, der er en bastard med fil på den ene og rasp på den anden side.